# Relazioni bilaterali tra Italia e Georgia
Le relazioni bilaterali tra Italia e Georgia fanno riferimento ai rapporti diplomatici fra la Repubblica Italiana e la Georgia, istituiti per la prima volta l'11 maggio 1992. 
L'Italia ha un'ambasciata a Tbilisi, la Georgia ha un'ambasciata a Roma. Entrambi i paesi sono membri del Consiglio d'Europa.

## Nel 2008
Durante la seconda guerra in Ossezia del Sud, nel 2008, il Ministro degli Affari Esteri, Franco Frattini dichiarò:" Non possiamo creare una coalizione anti-Russia in Europa, su questo siamo d'accordo con Putin", affermando che l'allora Primo Ministro italiano Silvio Berlusconi fosse uno stretto alleato di Vladimir Putin. L'8 agosto il governo italiano dichiarò che "In stretta cooperazione con i suoi alleati dell'Unione Europea e della Nato, il governo italiano sta seguendo la situazione critica che si è sviluppata in Ossezia del Sud con grande preoccupazione" e che "l'Italia chiede a tutte le parti coinvolte di porre fine alle ostilità e incoraggia una ripresa dei negoziati per trovare una soluzione diplomatica al problema, nel rispetto della sovranità e nell'integrità territoriale della Georgia". Il 10 agosto, in seguito a colloqui con i suoi equivalenti francese e finlandese e con il Segretario di Stato americano, il Ministro degli Affari Esteri ribadì questa posizione.
L'11 agosto, in un'intervista rilasciata al quotidiano La Stampa, quest'ultimo riportò un coinvolgimento di Silvio Berlusconi, affermando:"Sarkozy ha telefonato a Putin, in veste di presidente di turno dell'Unione Europea, e 10 minuti dopo ha parlato al telefono con Berlusconi. ‘Silvio, parla anche tu con Vladimir’ gli ha detto, ‘spiegagli che non siamo anti-Russia e vogliamo che Mosca si avvicini all'UE’. Nella sua telefonata con Berlusconi, Putin ribadì la sua posizione, ovvero che la Russia aveva tutto il diritto di intervenire in Georgia". Venne fatto anche riferimento ad un eventuale impiego di truppe italiane:" Se, dopo gli incontri a Tbilisi e Mosca, Kouchner dovesse presentare una proposta al Consiglio Europeo dei Ministri degli Affari Esteri di mercoledì, e se dovesse essere approvata, prenderemo in considerazione questa opzione. Ci sono molti "se" e avremmo comunque bisogno di ridistribuire le nostre forze, che sono limitate, ridistribuendole da altre missioni internazionali. Gli aiuti umanitari per l'Ossezia del Sud, d'altra parte, sono pronti da subito.